# White Dress
"White Dress" é uma canção da cantora e compositora estadunidense Lana Del Rey. A canção foi composta e produzida pela própria artista e por Jack Antonoff para o sétimo álbum de estúdio da cantora Chemtrails over the Country Club (2021). A canção é a faixa de abertura do álbum. Em 26 de março de 2021 a faixa teve seu lançamento nas rádios suecas, servindo como o terceiro single do álbum.

## Antecedentes
O título da canção foi revelado durante uma entrevista para a revista Interview, publicada em setembro de 2020. Sobre a faixa, Del Rey comentou que seria um momento de definição para o álbum: "O que eu gosto nessa música é que, apesar de toda a estranheza sobre ela, você entende exatamente do que se trata quando termina. Eu odeio quando ouço uma música que tem uma melodia ótima, mas não tenho ideia do que eles estão falando."

## Vídeo musical
Durante uma entrevista à BBC Radio 1, Del Rey confirmou que a faixa teria um vídeo musical. Em 27 de fevereiro de 2021, a cantora publicou em suas redes sociais uma prévia do vídeo da faixa, e voltou a postar uma prévia estendida em 15 de março.
As filmagens para o vídeo aconteceram em dezembro de 2020 e foram dirigidas por Constellation Jones. Originalmente, Del Rey foi definida para filmar as cenas de patinação, mas devido a uma lesão no cotovelo durante as filmagens, a ideia foi desfeita e, em vez disso, uma dublê foi usada, embora seja especulado que Del Rey patine ao redor de uma fogueira em algumas cenas no final do vídeo. As cenas de Del Rey patinando no deserto são interpretadas pela modelo Ganna Bogdan. O vídeo foi lançado em 19 de março.

## Créditos
Créditos adaptados do encarte do álbum.
- Lana Del Rey — compositor, produtor, vocais.
- Jack Antonoff — compositor, produtor, mixagem, bateria, guitarra, percussão, cordas, sintetizador.
- Laura Sisk — engenheiro, mixagem.
- Chris Gehringer — engenheiro de masterização.
- John Rooney — assistente de engenheiro de gravação.
- Jon Sher — assistente de engenheiro de gravação.

## Históricos de lançamentos
| Região | Data                | Formato(s)             | Gravadora(s)       | Ref.  |
| ------ | ------------------- | ---------------------- | ------------------ | ----- |
| Suécia | 26 de março de 2021 | Contemporary hit radio | Interscope Polydor | [ 1 ] |